# Srinagar
Srinagar najveći je grad i ljetna prijestolnica indijske savezne države Jammu i Kašmir. Leži u dolini Kašmira na obalama rijeke Jhelum, pritoke Inda, te jezera Dal i Anchar. Grad je poznat po svom prirodnom okruženju, vrtovima, rivama i brodovima, na kojima se živi. Poznat je i po tradicionalnim kašmirskim rukotvorinama poput kašmirskog šala i suhog voća. To je najsjeverniji grad Indije s preko milijun ljudi.
Srinagar se nalazi s obje strane rijeke Jhelum, koja se u Kašmiru zove Vyath. Rijeka prolazi kroz grad i vijuga dolinom, krećući se dalje i produbljujući se u jezeru Wular. Grad je poznat po svojih devet starih mostova, koji povezuju dva dijela grada.
Grad je jedno od nekoliko mjesta koja su nazvana "Venecija Istoka". Jezera oko grada uključuju jezero Dal - poznato po brodovima za stanovanje i jezero Nigeen. Osim jezera Dal i Nigeen, sjeverno od Srinagara leže i jezero Wular i jezero Manasbal. Jezero Wular jedno je od najvećih slatkovodnih jezera u Aziji.
U gradu i oko njega postoji niz jezera i močvara. Tu spadaju: Dal, Nigeen, Anchar, Khushal Sar, Gil Sar i Hokersar.
Hokersar je močvara smještena u blizini Srinagara. Tisuće ptica selica dolaze u Hokersar iz Sibira i drugih regija u zimskoj sezoni. Ptice selice iz Sibira i Srednje Azije koriste močvare u Kašmiru kao prolazne kampove između rujna i listopada i opet oko proljeća. Te močvare igraju vitalnu ulogu u održavanju velike populacije zimovanja, staziranja i uzgoja ptica.
Hokersar je 14 km sjeverno od Srinagara, a močvara je svjetske važnosti i prostire se na 13,75 km2, uključujući jezero i močvarno područje. To je najpristupačnije i najpoznatije močvarno područje Kašmira koje uključuje Hygam, Shalibug i Mirgund. Posljednjih je godina Hokersar posjetio rekordan broj ptica selica.
Srinagar ima vlažnu suptropsku klimu (Köppen Cfa). Dolinu sa svih strana okružuju Himalaje. Zime su prohladne, dnevna temperatura u prosjeku iznosi 2,5 °C, a noću se spušta ispod točke smrzavanja.

## Galerija
- Brod na jezeru Dal
- Svetište Hazratbal
- Vrt u Srinagaru
- Botanički vrt